# Stichopogon arenicolus
Stichopogon arenicolus är en tvåvingeart som beskrevs av Wilcox 1936. Stichopogon arenicolus ingår i släktet Stichopogon och familjen rovflugor.
Artens utbredningsområde är Arizona. Inga underarter finns listade i Catalogue of Life.